# Hundebrevet
Hundebrevet (færøsk: Hundabrævið) er et brev fra Færøerne, skrevet mellem 1350 og 1400. Brevet omhandler hundeavl på øerne, og er i moderne tid blevet en vigtig kilde til at stadfæste mange færøske bygders alder. Følgende bygder nævnes for første gang i Hundebrevet (angivet fra nord til syd): Hattarvík, Kirkja, Viðareiði, Múli, Kunoy, Mikladalur, Húsar, Elduvík, Leirvík, Lambi, Nes, Skáli, Strendur, Selatrað, Oyri, Eiði, Hvalvík, Kollafjørður, Vestmanna, Saksun, Nólsoy, Koltur, Miðvágur, Sørvágur, Gásadalur, Mykines, Skálavík, Húsavík, Dalur, Skarvanes, Øravík, Porkeri, Vágur og Fámjin. Mange af disse bygder kan godt være betydeligt ældre, men er altså ikke nævnt i hverken Fårebrevet eller Færingesaga.